# Spinnewyn-molen

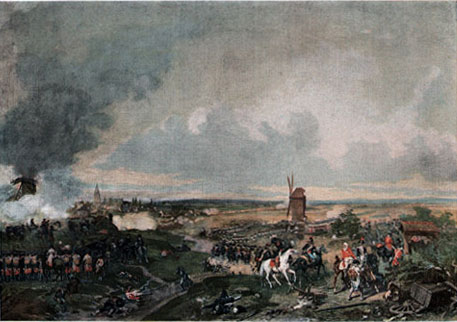
De Slag bij Hondschote, mét de standerdmolens

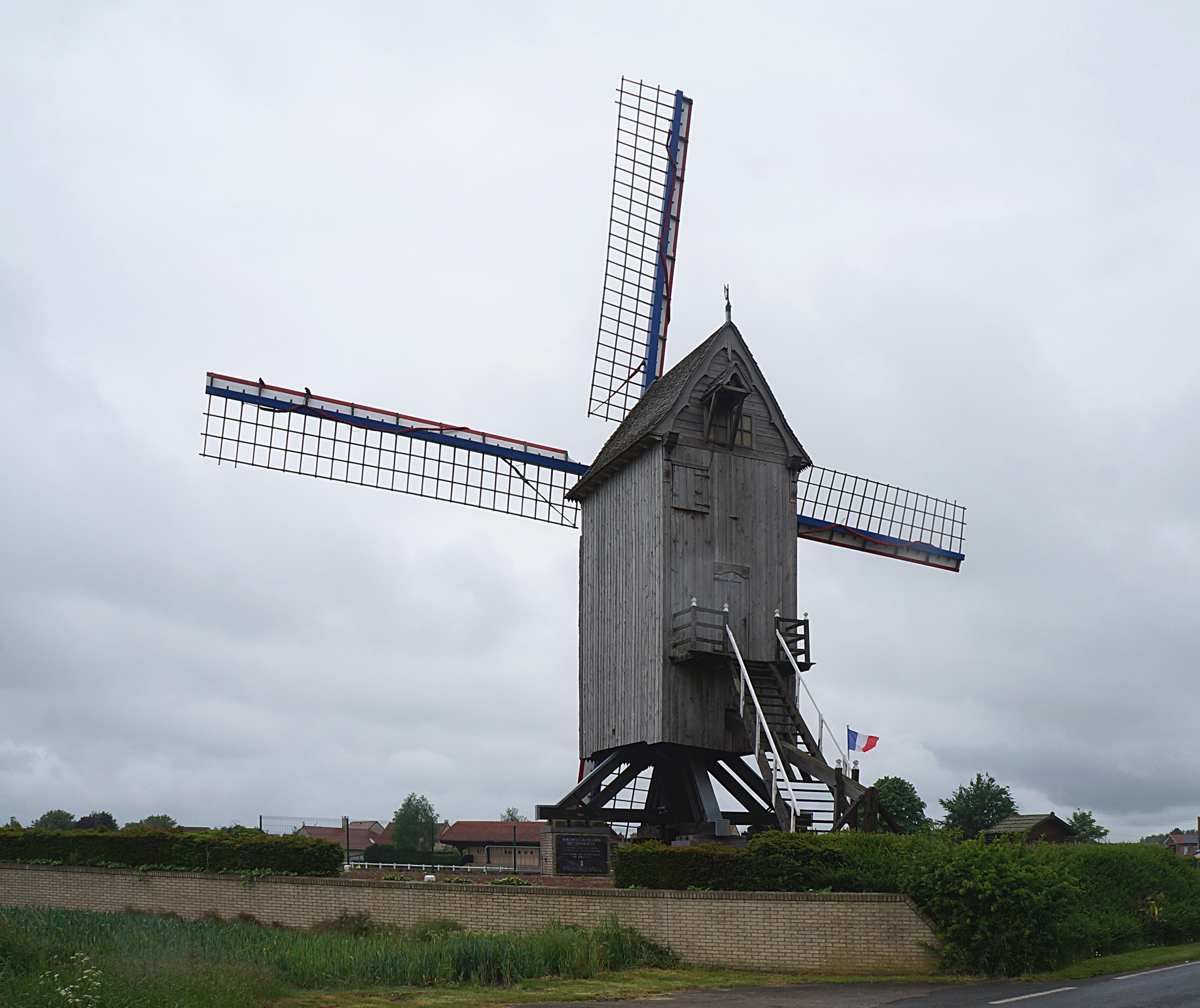
De Spinnewyn-molen

De Spinnewyn-molen of Molen van de Overwinning (Frans: Moulin de la Victoire) is een standerdmolen die zich bevindt te Hondschote.

## Geschiedenis
Vanouds stond hier een 16e-eeuwse standerdmolen, waarvan de geschiedenis wellicht teruggaat tot 1571 (jaartal gebeiteld in een van zijn balken). Oorspronkelijk was het Klooster van de Heilige Drievuldigheid te Hondschoote de eigenaar van de molen. Deze heette toen: Cloostermanmeulen. Als gevolg van de Franse Revolutie werd het kloosterbezit onteigend en verkocht de staat in 1791 de molen aan Jean François Spinnewyn. Op 7 september 1793 speelde de molen een rol in de Slag bij Hondschote, waarbij de Fransen overwonnen. De molen werd toen verwoest op last van generaal Kellermann. Blijkbaar werd de molen herbouwd, maar eind 19e eeuw was hij in verval geraakt om in 1893 door de toenmalige eigenaar, Charles Henri Spinnewyn, te worden gesloopt.
De huidige molen is een herbouwd exemplaar, dat in 1993 werd ingewijd in het kader van de festiviteiten ten aanzien van de 200e verjaardag van de overwinning in de Slag bij Hondschote, waaraan deze molen een van zijn namen heeft te danken.